# ABBA The Museum

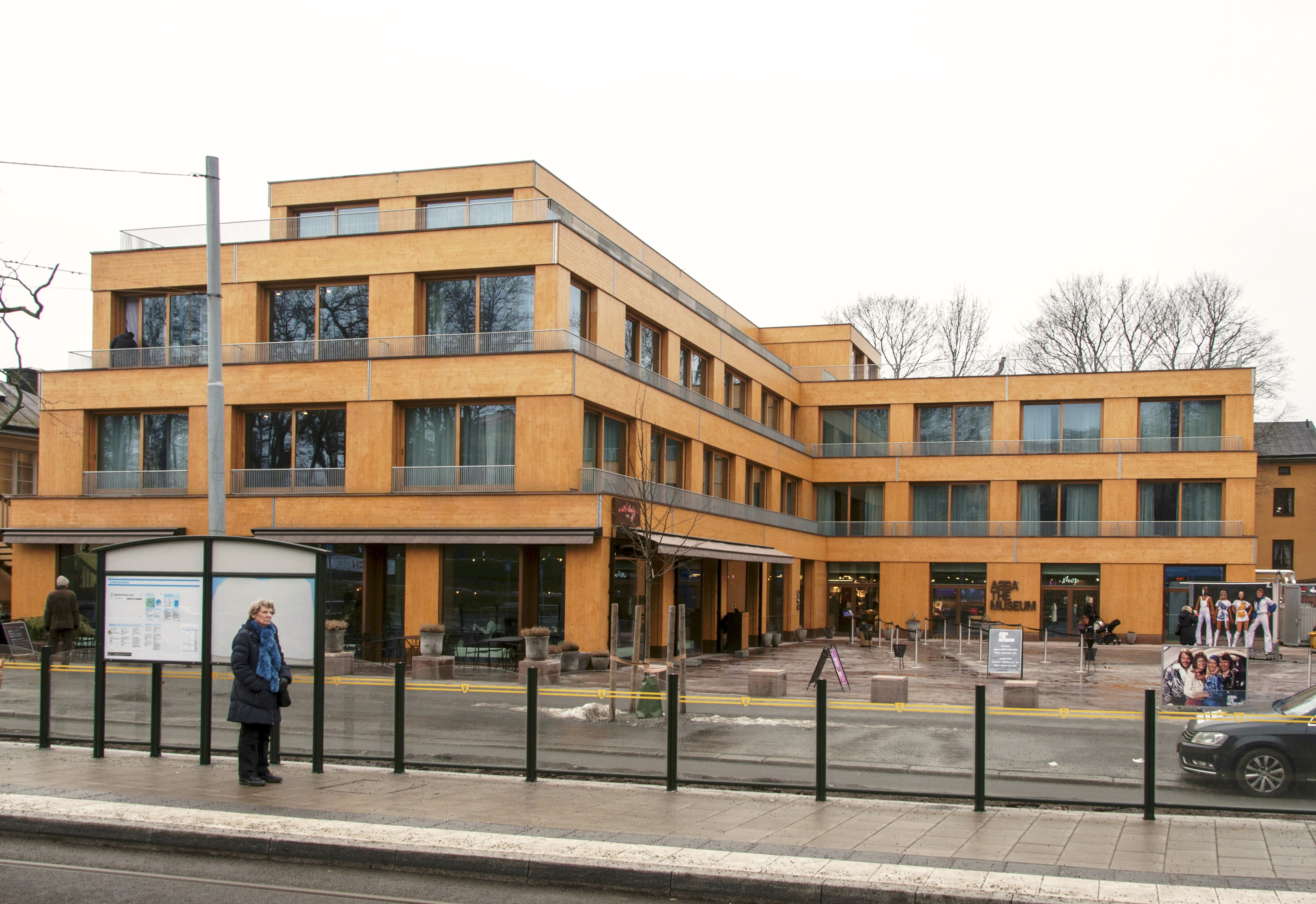
ABBA The Museum in Stockholm, Winter 2014.

ABBA The Museum ist eine interaktive Ausstellung über die Popgruppe ABBA, die am 7. Mai 2013 in der schwedischen Hauptstadt Stockholm eröffnet wurde. Als Teil der Swedish Music Hall of Fame befindet sich das Museum im Untergeschoss des Gebäudes auf Djurgården in Stockholm, in der Nähe des Gröna-Lund-Vergnügungsparks. Organisatoren schätzen pro Jahr eine Million Besucher.

## Geschichte

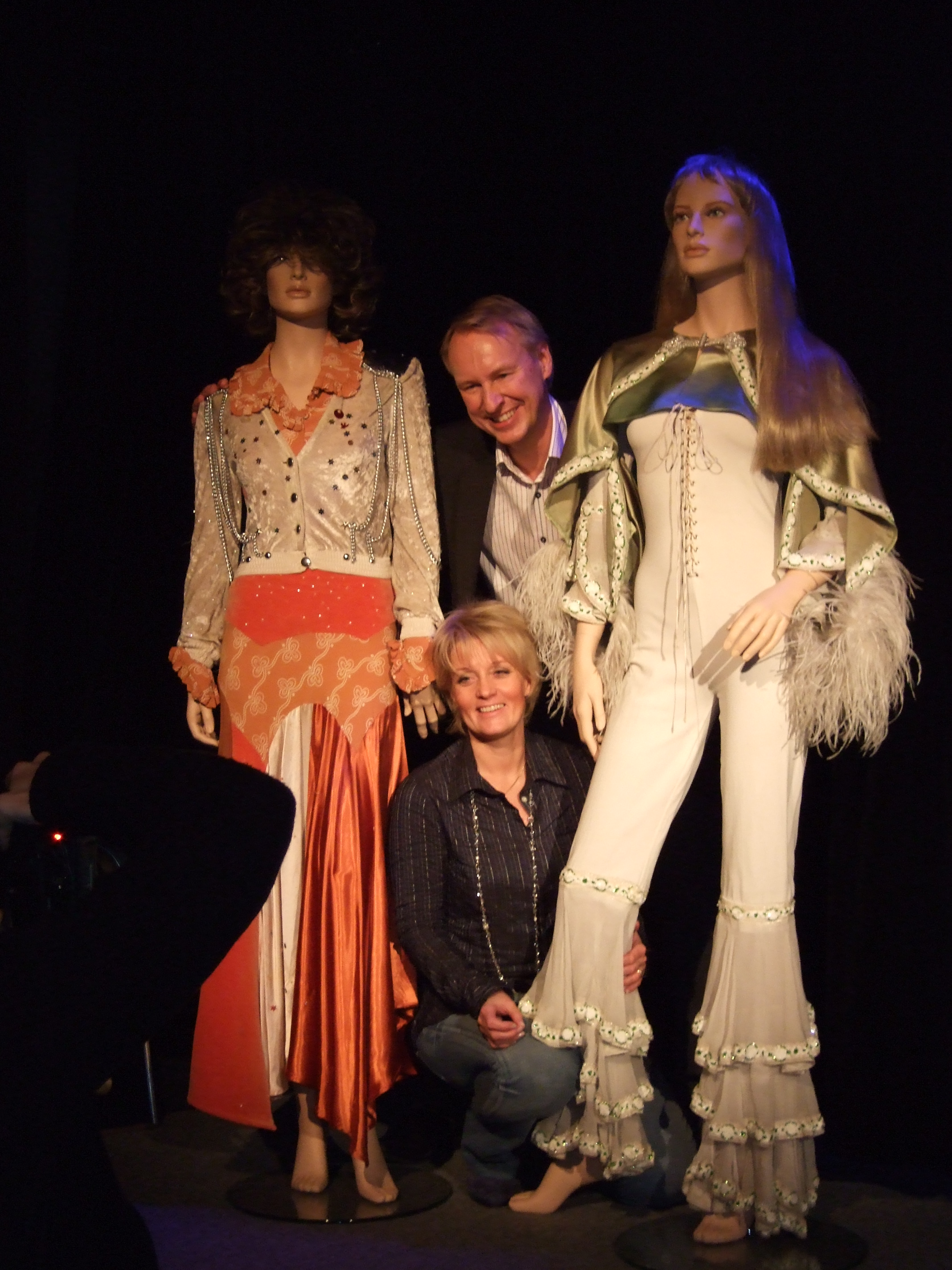
Die Vorstellung von ABBA The Museum von Ewa Wigenheim-Westman und Ulf Westman am 28. November 2006.

Pläne für ein geplantes ABBA-Museum in Stockholm, inspiriert vom Beatles Museum im englischen Liverpool, wurden erstmals von den Gründern Ulf Westman und Ewa Wigenheim-Westman im Jahr 2006 bekanntgegeben. Das Museum sollte ursprünglich 2008 im Stockholmer Hafen eröffnet werden. Das Projekt wurde 2009 nach finanziellen Unstimmigkeiten aufgegeben, im Hafen ist nun das Fotografie-Museum Fotografiska beherbergt. Stattdessen startete am 26. Januar 2010 die Wanderausstellung ABBA World im Earl’s Court Exhibition Centre in London, die folgend auch im australischen Sydney und im ungarischen Győr zu sehen war.
Am 3. Oktober 2012 wurden neue Pläne für das Museum verlautbart. Bei der Eröffnung am 7. Mai 2013 waren neben zahlreichen Journalisten der internationalen Presse auch die drei ehemaligen ABBA-Mitglieder Anni-Frid Lyngstad, Benny Andersson und Björn Ulvaeus anwesend. Agnetha Fältskog hielt sich zu diesem Zeitpunkt für die Promotion ihres Albums A in London auf.

## Ausstellung
Das Museum beherbergt u. a. die Installationen und Ausstellungsstücke von ABBA World, wie die Showbühne mit Hologrammen der Gruppe, auf der man zu den Liedern Karaoke singen kann. Weiters enthalten sind zahlreiche Kostüme, die von den Bandmitgliedern zur Verfügung gestellt wurden. Darunter sind beispielsweise die berühmten „Waterloo-Kostüme“, die „Katzen-Kostüme“ und jene Outfits von der ABBA-Welttournee 1977. 
Im Museum wurden mehrere Kulissen originalgetreu aufgebaut, u. a. das Büro von Polar Music, das Aufnahmestudio und das Ferienhaus auf Viggsö, in dem Andersson und Ulvaeus viele der berühmtesten ABBA-Songs komponierten. Eine besondere Attraktion ist das „Ring-Ring-Telefon“, relativ zu Beginn der Ausstellung. Die vier ehemaligen Mitglieder von ABBA rufen in unregelmäßigen Abständen dort an, um mit zufällig anwesenden Besuchern zu sprechen. Im Museum gibt es mehrere Stationen, an denen Besucher zur Musik der Band singen und tanzen können. Ausgestellt sind auch eine Vielzahl von Merchandising-Produkten aus den 70er-Jahren (Seife, Strümpfe, Puppen, Taschen etc.), eine Reihe Single- und Albumcovers und einige Schallplattenauszeichnungen. 2015 wurde die Ausstellung um vier lebensgroße Silikonfiguren ergänzt.

## Galerie

ABBA-Museum und Marketing
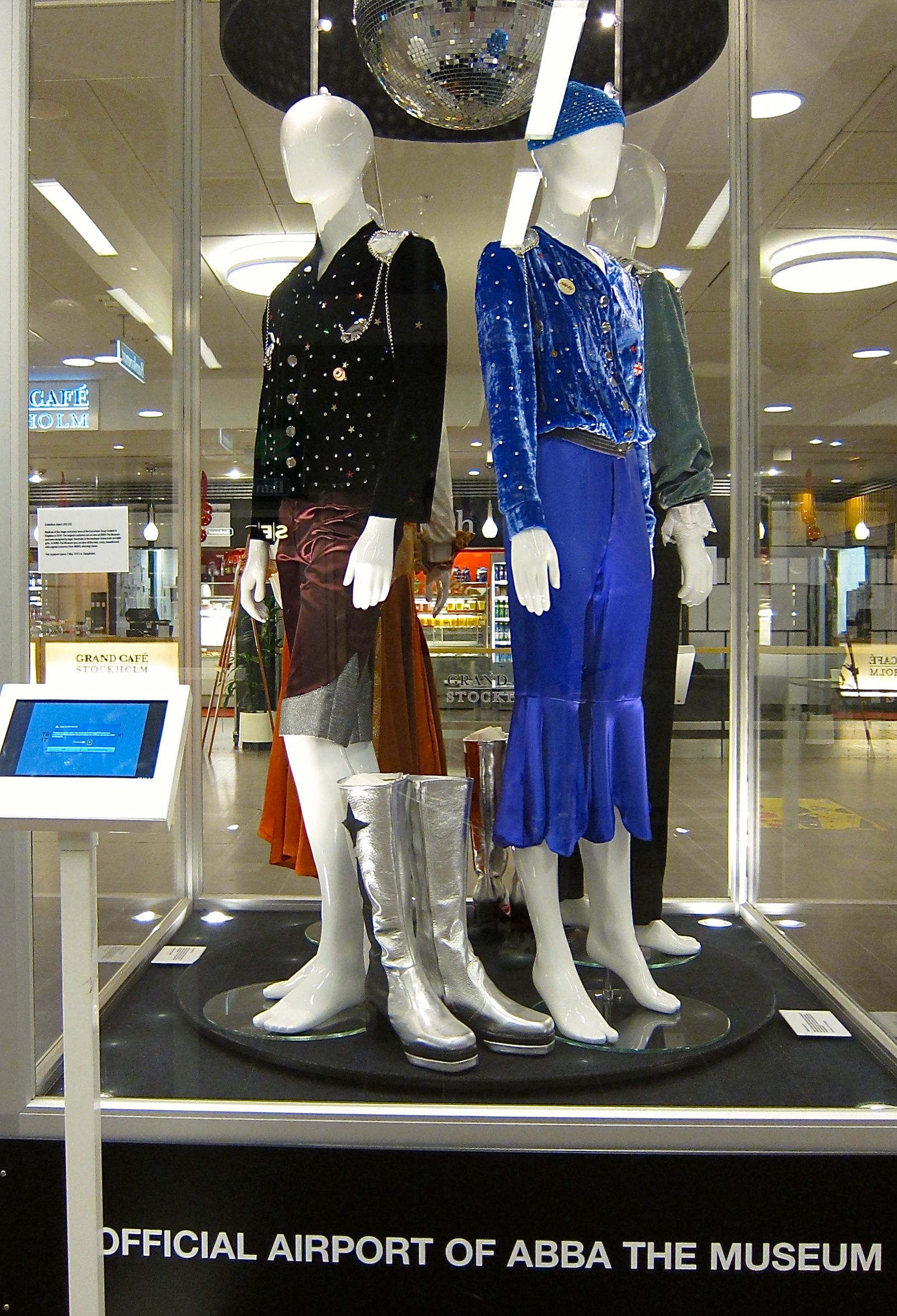
Kopie der „Waterloo-Kostüme“ (1974) am Flughafen Stockholm/Arlanda
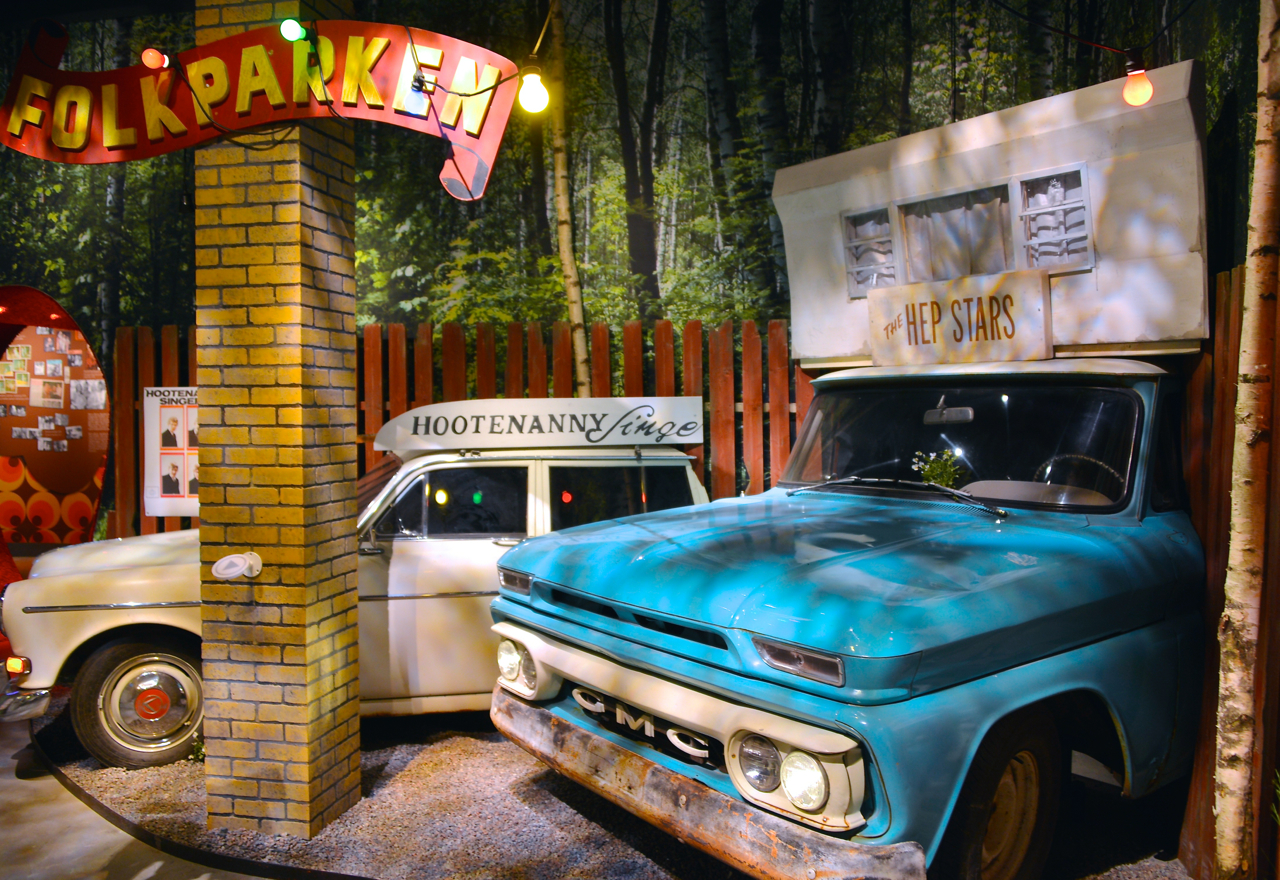
Beginn der Ausstellung – „Die Zeit vor ABBA“
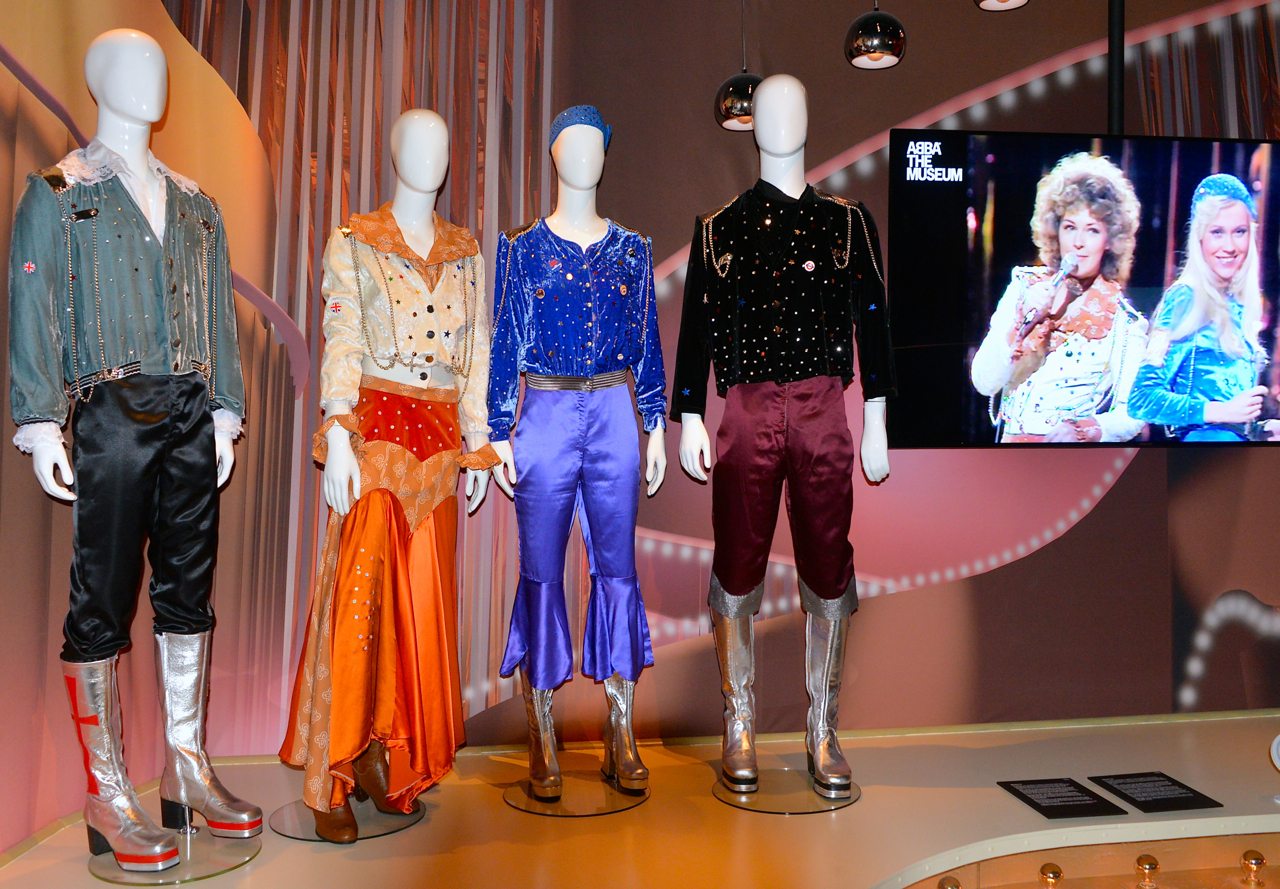
Kopie der „Waterloo-Kostüme“ im Museum
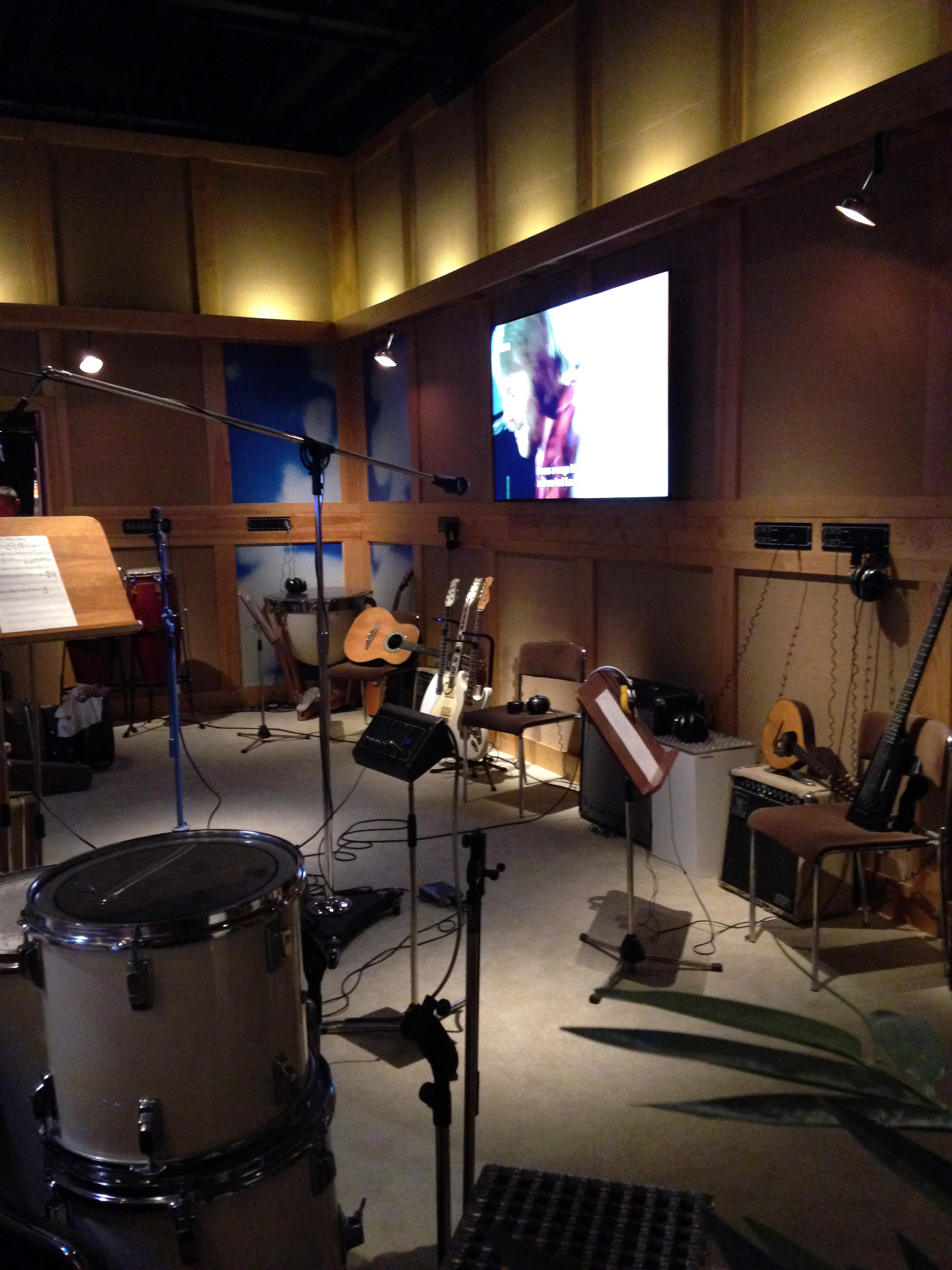
Nachbildung der Polar-Music-Studios
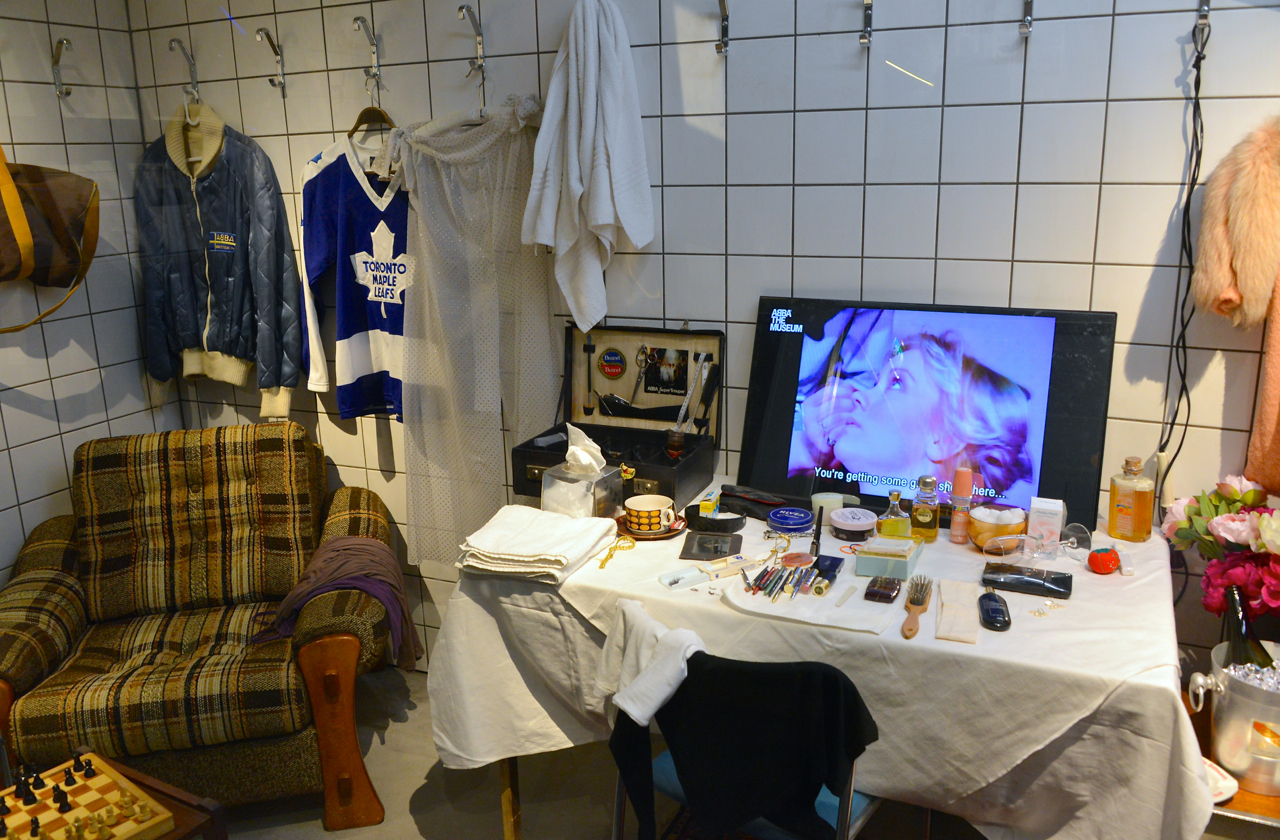
Kulisse der Garderobe von der Tournee 1979
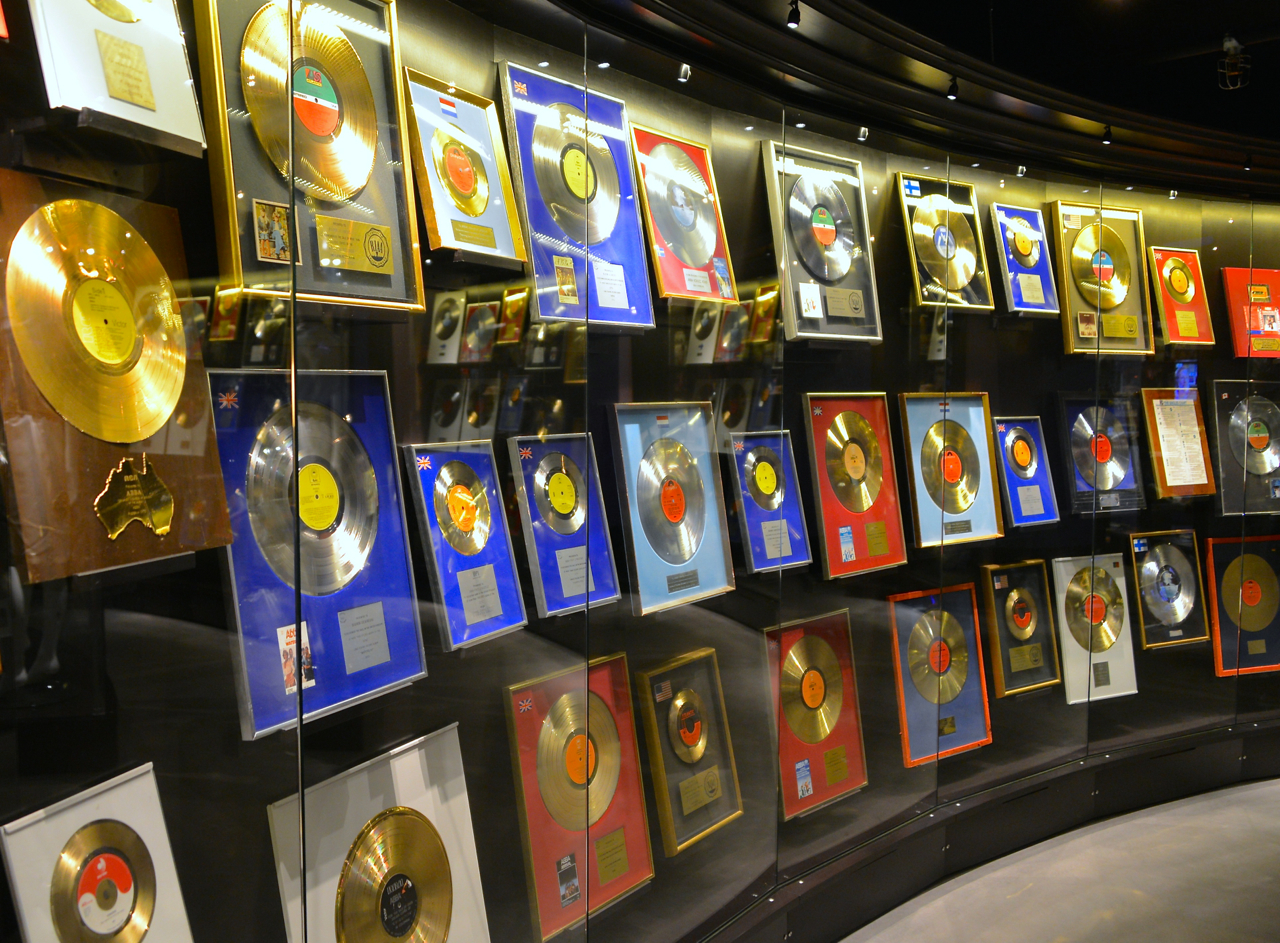
Schallplatten-Auszeichnungen im Museum
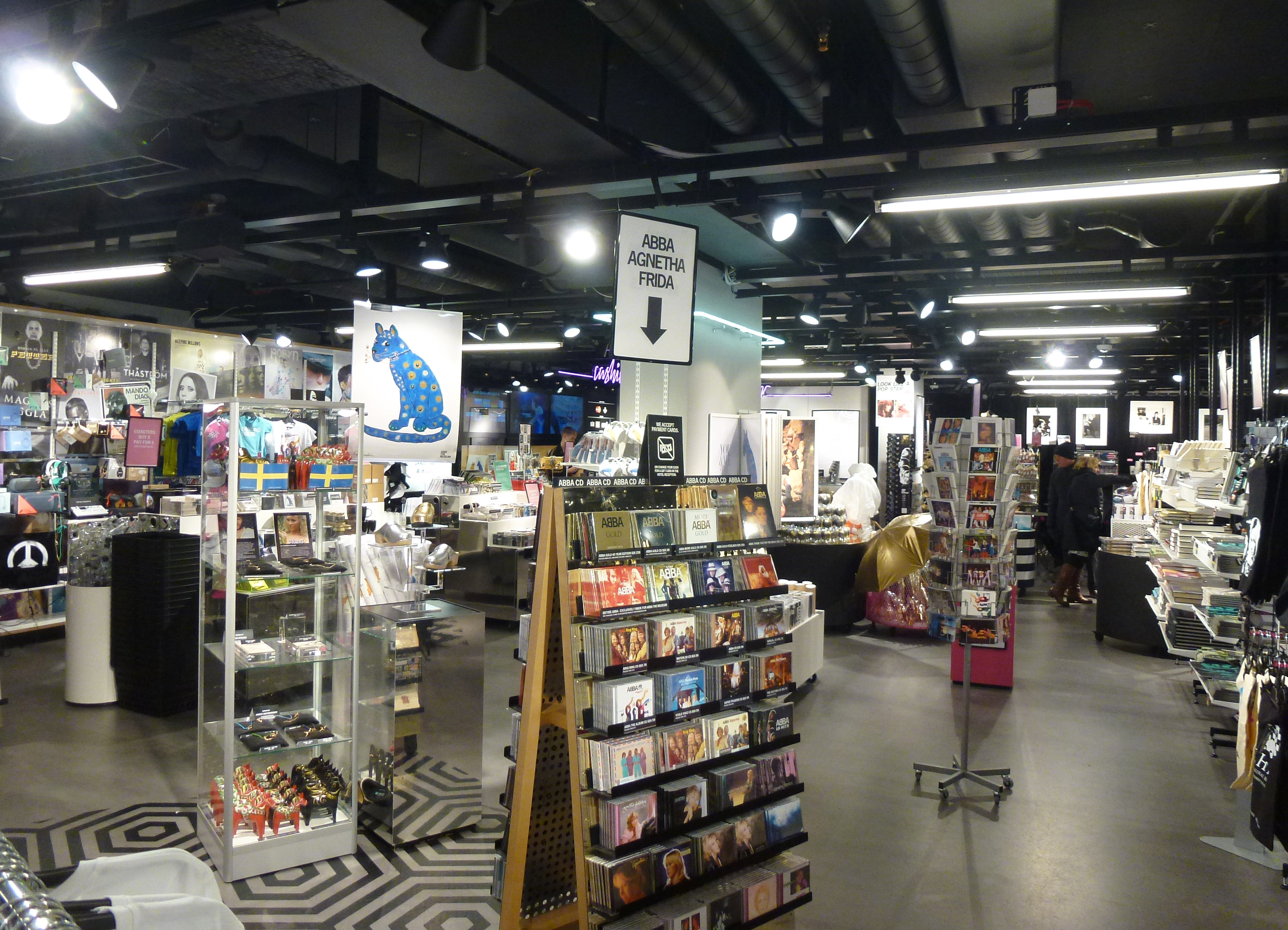
Fanshop am Ausgang des Museums